# Lijst van voetbalinterlands Macau - Nepal
Deze lijst van voetbalinterlands is een overzicht van alle officiële voetbalwedstrijden tussen de nationale teams van Macau en Nepal. De landen hebben tot op heden zes keer tegen elkaar gespeeld. De eerste ontmoeting, een kwalificatiewedstrijd voor het Wereldkampioenschap voetbal 1998, werd gespeeld in Muscat (Oman) op 23 maart 1997. Het laatste duel, een wedstrijd om de AFC Solidarity Cup 2016, vond plaats op 15 november 2016 in Kuching (Maleisië).

## Wedstrijden
| № | Plaats     | Datum            | Competitie              | Wedstrijd     | Uitslag |
| - | ---------- | ---------------- | ----------------------- | ------------- | ------- |
| 1 | Muscat     | 23 maart 1997    | WK 1998 kwalificatie    | Nepal − Macau | 1 − 1   |
| 2 | Tokio      | 28 juni 1997     | WK 1998 kwalificatie    | Macau − Nepal | 2 − 1   |
| 3 | Bagdad     | 16 april 2001    | WK 2002 kwalificatie    | Nepal − Macau | 4 − 1   |
| 4 | Almaty     | 25 april 2001    | WK 2002 kwalificatie    | Macau − Nepal | 1 − 6   |
| 5 | Phnom Penh | 24 mei 2008      | Vriendschappelijk       | Nepal − Macau | 3 − 2   |
| 6 | Kuching    | 15 november 2016 | AFC Solidarity Cup 2016 | Nepal − Macau | 1 − 0   |

## Samenvatting
| Competitie         | Totaal gespeeld | Winst Macau | Gelijk | Winst Nepal | Doelsaldo Macau – Nepal |
| ------------------ | --------------- | ----------- | ------ | ----------- | ----------------------- |
| WK-kwalificatie    | 4               | 1           | 1      | 2           | 5 − 12                  |
| AFC Solidarity Cup | 1               | 0           | 0      | 1           | 0 − 1                   |
| Vriendschappelijk  | 1               | 0           | 0      | 1           | 2 − 3                   |
| Totaal             | 6               | 1           | 1      | 4           | 7 − 16                  |

AFM · 
A-internationals · 
Macaus vrouwenelftal
1980 – 1989 · 
1990 – 1999 · 
2000 – 2009 · 
2010 – 2019 ·
2020 − 2029
Bangladesh ·
Bhutan ·
Brunei ·
Cambodja ·
China ·
Filipijnen ·
Guam ·
Hongkong ·
India ·
Irak ·
Japan ·
Kazachstan ·
Kirgizië ·
Koeweit ·
Laos ·
Maleisië ·
Mauritius ·
Mongolië ·
Myanmar ·
Nepal ·
Noord-Korea ·
Oman ·
Pakistan ·
Salomonseilanden ·
Saoedi-Arabië ·
Singapore ·
Sri Lanka ·
Tadzjikistan ·
Taiwan ·
Thailand ·
Vietnam ·
Zuid-Korea
ANFA · A-internationals · Nepalees vrouwenelftal
1972 – 1989 ·
1990 – 1999 ·
2000 – 2009 ·
2010 – 2019 ·
2020 – 2029
Afghanistan ·
Algerije ·
Australië ·
Bahrein ·
Bangladesh ·
Bhutan ·
Brunei ·
Cambodja ·
China ·
Filipijnen ·
Hongkong ·
India ·
Indonesië ·
Irak ·
Iran ·
Japan ·
Jemen ·
Jordanië ·
Kazachstan ·
Kirgizië ·
Koeweit ·
Laos ·
Macau ·
Malediven ·
Maleisië ·
Mauritius ·
Myanmar ·
Noord-Korea ·
Oman ·
Oost-Timor ·
Pakistan ·
Palestina ·
Saoedi-Arabië · 
Singapore ·
Sri Lanka ·
Syrië ·
Tadzjikistan · 
Taiwan ·
Thailand · 
Turkmenistan ·
Verenigde Arabische Emiraten ·
Vietnam ·
Zuid-Korea